# Мария Каролина Собеская
Мария Каролина Собеская (пол. Maria Karolina Sobieska; 25 ноября 1697, Олава, Нижнесилезское воеводство — 8 мая 1740, Жолков, Речь Посполитая) — внучка польского короля Яна III Собеского. Также известная под именем Шарлотта, она была последним выжившим членом дома Собеских.

## Биография
Мария Каролина была третьим ребёнком и третьей дочерью Якуба Людвика Собеского и его жены, принцессы Гедвиги Елизаветы Нейбургской. Её младшая сестра Клементина вышла замуж за якобитского претендента Джеймса Фрэнсиса Эдуарда Стюарта.
Среди её двоюродных братьев по отцовской линии (дети её тёти Терезы Кунегунды Собеской) были Карл VII, император Священной Римской империи, и Клеменс Август Баварский, архиепископ и курфюрст Кёльна. Среди её двоюродных братьев по материнской линии была знаменитая Изабелла Фарнезе, будущий король Португалии Жуан V, а также его супруга Мария Анна Австрийская.
Детство Марии Каролины прошло в Силезии. Её руки просили многие аристократы, в том числе Антонио Ферранте Гонзага, герцог Гвасталлы. Она отвергла предложение из-за психического заболевания герцога.
Приехав в Нойбург, родной город матери, она завязала роман с Михаилом Казимиром Радзивиллом, будущим великим гетманом литовским. Она хотела выйти за него замуж, но её отец не позволил паре сбежать и пожениться. Подавленная Шарлотта хотела покинуть двор и уйти в монастырь, но Карл VI, император Священной Римской империи (ещё один её двоюродный брат), решил самостоятельно найти ей подходящего мужа.
Им стал Фредерик Морис де Латур д’Овернь, который был наследником суверенного герцогства Буйон, которым дом де Латур д’Овернь правил более века. Как наследник, он именовался принцем Тюреннским. Шарлотта вышла замуж за Фредерика Мориса по доверенности 25 августа 1723 года в Нойсе (современная Германия). Пара впервые встретилась в Страсбурге 20 сентября и официально стали мужем и женой.

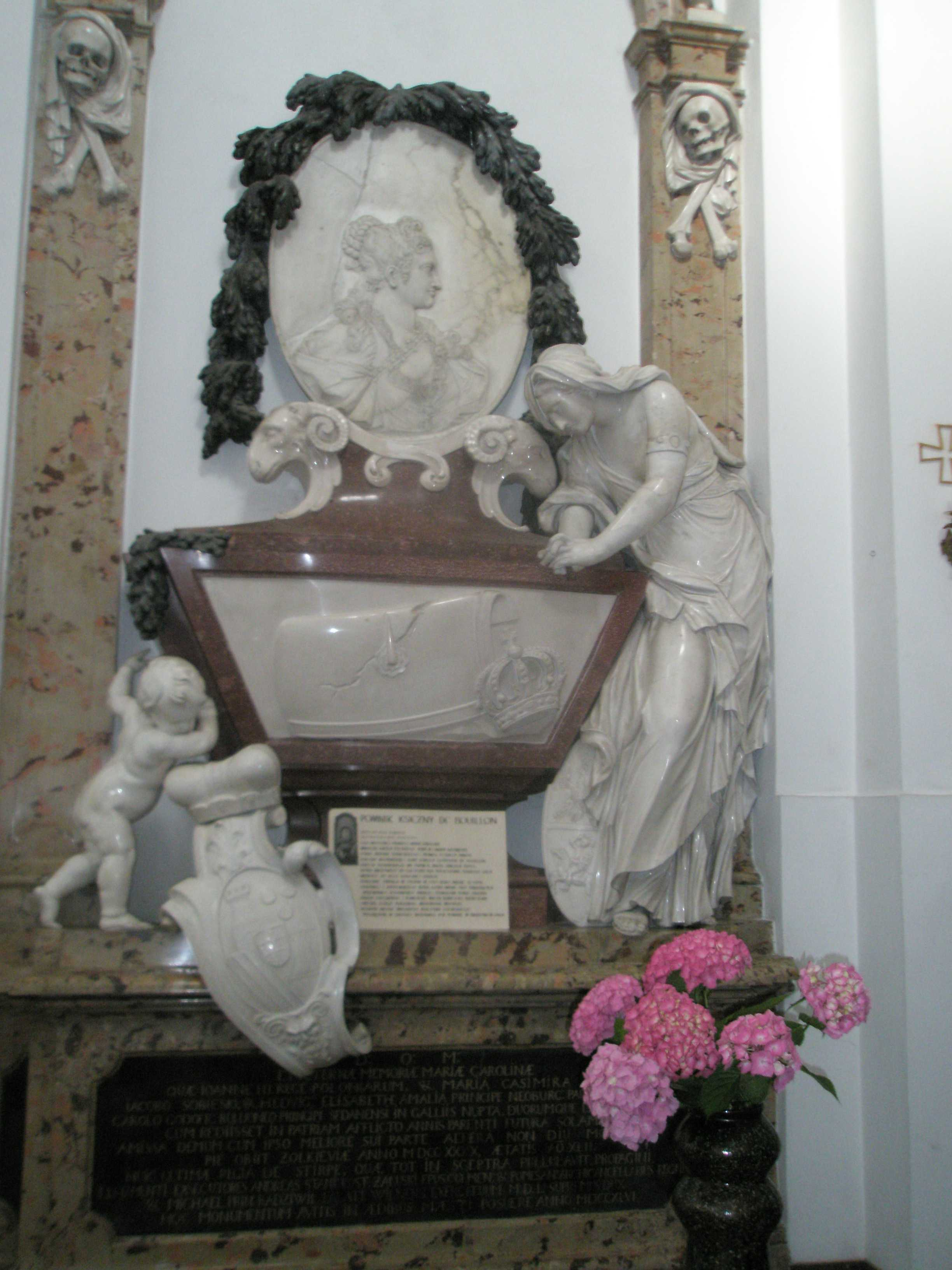
Надгробие Марии Каролины, спроектированное в Лоренцо Маттиелли.

При французском дворе членов дом де Латур д’Овернь причисляли к иностранным принцам. Это дало им право зваться «Ваше Высочество». Таким образом, до того, как стать герцогиней Буйонской, Шарлотту называли Её Высочеством принцессой Тюреннской.
Фредерик Морис умер в Страсбурге 1 октября 1723 года, оставив Шарлотту вдовой. Они состояли в браке всего две недели. Семь месяцев спустя она вышла замуж за младшего брата своего покойного мужа Шарля Годефруа, который теперь был принцем Тюреннским и наследником Буйона. Свадьба состоялась 2 апреля 1724 года в Париже. В браке родились двое детей: дочь по имени Мария Луиза (любовница своего двоюродного брата Карла Эдуарда Стюарта, якобитского претендента) и сын Годефруа, который был предпоследним герцогом Буйона.
Брак не был счастливым. Супруги развелись, и Шарлотта уехала в Силезию. Последние годы она провела в Жолкве, пытаясь управляя поместьем своего отца, наследницей которого она была с 1737 года. После смерти отца она унаследовала княжество Олава, где родилась.
Перед смертью она объявила своего бывшего возлюбленного Михаила Казимира Радзивилла своим наследником. Часть её библиотеки была передана в знаменитую библиотеку Залуских, которую сменила Национальная библиотека Польши.
Она была похоронена в церкви Святого Казимира в Варшаве, Польша. Сердце Шарлотты было забальзамировано и помещено в приходскую церковь Жолква. Её надгробие было спроектировано в 1747 году её бывшим любовником. На ней видна трещина, указывающая на вымирание семьи Собеских, последним живущим членом которой она была.
Её муж пережил её, он умер в 1771 году. Её сын дожил до 1792 года, а её дочь была казнена в Эпоху Террора во время Французской революции.

## Семья
Дети от второго брака:
- Мария Луиза Генриетта Жанна (15 августа 1725 — 1793), замужем за Жюлем, принцем Гемне; оставила потомство. Был ребёнок от Карла Эдуарда Стюарта. Гильотинирована во время Французской революции.
- Годефруа Шарль Анри[фр.] (26 января 1728 — 3 декабря 1792), женат на Луизе де Лоррен, внучке Шарля де Лоррен Марсана; оставил потомство.